# Halcyon (console)
De Halcyon was een spelcomputer van RDI Video Systems, waarvan de release gepland stond voor 1985. De initiële verkoopprijs was $1800; de versie met spraakbesturing zou $2100 kosten. De naam was afkomstig van HAL 9000-computer uit de film 2001: A Space Odyssey.
De geplande release heeft echter nooit plaatsgevonden vanwege de hoge aanschafkosten en een gebrek aan vertrouwen in het product bij de winkeliers. Er zijn 10 tot 13 prototypes bekend, en er zijn twee spellen daadwerkelijk voltooid: Thayer's Quest en NFL Football LA Raiders vs SD Chargers.
RDI claimde dat de Halcyon volledig te activeren was via spraakbesturing en dat het een AI had vergelijkbaar met HAL 9000.
Kort na de release ging RDI failliet.